# 1857年ジェームズ・ブキャナン大統領就任式
第15代アメリカ合衆国大統領のジェームズ・ブキャナンの就任式は、1857年3月4日水曜日にワシントンD.C.のアメリカ合衆国議会議事堂のイーストポルティコで行われた。これは18回目となる大統領就任式であり、大統領のジェームズ・ブキャナンと副大統領のジョン・C・ブレッキンリッジの唯一の任期の始まりとなった。ブキャナンの就任宣誓は最高裁判所長官のロジャー・B・トーニーが執り行った。これは史上初めて写真に収められた就任式であった。

## 就任演説

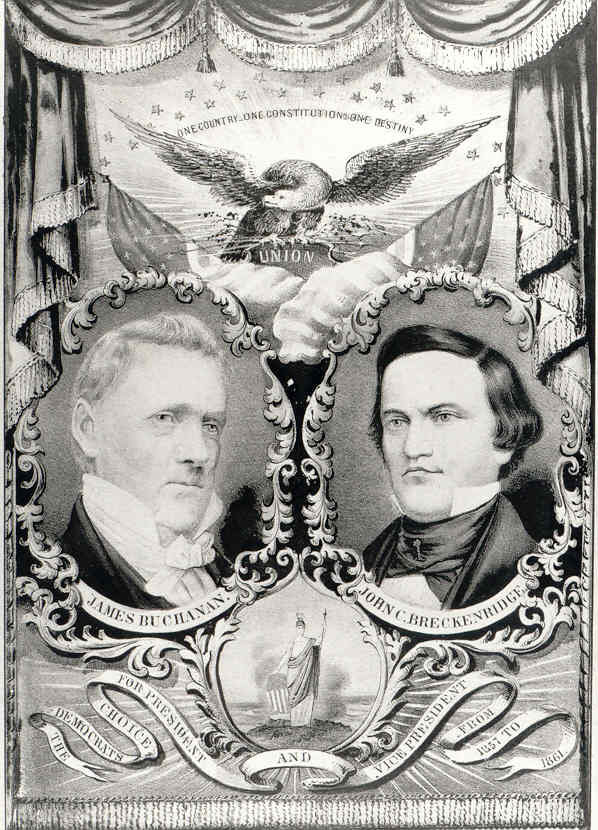
ブキャナンとブレッキンリッジの選挙運動ポスター

ブキャナン大統領は長い就任演説の中で奴隷制が西部に広がる「領土問題」に言及し、これを人民主権で選択することを認めた1854年のカンザス・ネブラスカ法に賛成であること表明した。しかしながら北部と南部の住民がカンザス州に集まり、自分たちに有利になるように票を動かそうとする不正が横行していることや両地域間の緊張から街頭で暴力が発生していることには触れなかった。
ブキャナンは奴隷制という決定的な問題に対して強い態度をとらなかったと批判され、ドレッド・スコット事件における最高裁の意見を「快く受け入れる」ことを明かした。
さらにブキャナンは国の経済について詳細を語り、東部における国益を守るために海軍の規模を拡大するといった国家予算に関する計画を打ち立てた。加えてブキャナンは憲法を厳格に解釈することが連邦政府を運営する唯一の安全な方法であるという強い思いを語ると同時に、カリフォルニアなど西海岸の領土を守るために議会が承認した大西洋横断道路絵の資金投入を擁護した。特にブキャナンはそのような道路を作るにはロッキー山脈が難所であることを指摘しつつ、国家が取り組むべき必要な事業であると擁護した。
就任演説の最後にブキャナンはアメリカの新天地獲得の歴史を紹介し、領土や領地は平和的に占領され、アメリカの父性的影響力によって経済貿易と繁栄を享受してきたのだと述べた。

## 論争
式典の最中、ブキャナンとロジャー・トーニー（最高裁判所長官）が小声で話している様子が目撃された。ブキャナンが就任演説でアメリカ領土の奴隷制をめぐる紛争を「迅速かつ最終的」に解決する最高裁の判決が下ることに言及し、その2日後にドレッド・スコット対サンフォード裁判の判決（ブキャナンの意見を支持）が出たことがこれに相まって共和党支持者の多くはブキャナンとトーニーが判決前の不適切な協議を行い、行政・司法分離の原則に違反しているのではないかと疑った。実際にはブキャナンは2月の段階でジョン・カトロンと交わした手紙の中でそのような協議を行っていた。